# Fritz Amling
Fritz Amling (17 de janeiro de 1916 - 6 de março de 1994) foi um oficial alemão que serviu na Heer durante a Segunda Guerra Mundial. Foi condecorado com a Cruz de Cavaleiro da Cruz de Ferro.